# Ácido aconítico

Estructura química del ácido aconítico.

El ácido aconítico es un ácido carboxílico cuyo ácido conjugado, el aconitato o cis-aconitato, es un intermediario de isomerización del citrato a isocitrato durante el ciclo del ácido cítrico. Esta isomerización está catalizada por la enzima aconitasa.
El ácido aconítico puede ser sintetizado por deshidratación del ácido cítrico empleando calor o ácido sulfúrico. La reacción puede resumirse como sigue:
(HO2CCH2)2COH(CO2H)  → HO2CCH=C(CO2H)CH2CO2H  +  H2O